# Parantica rita
Parantica rita är en fjärilsart som beskrevs av Hans Fruhstorfer 1905. Parantica rita ingår i släktet Parantica och familjen praktfjärilar. Inga underarter finns listade i Catalogue of Life.